# Îles Purpuraires
Les îles Purpuraires (du latin purpura, nom de la couleur pourpre) forment un archipel à quelques centaines de mètres du rivage de la ville d'Essaouira au Maroc.
L'archipel est constitué de deux îles et de minuscules îlots très proches de la côte. L'île principale s'appelle « île de Mogador », « îlot de Mogador » ou « Grande île », elle s'étend sur 30 hectares. La deuxième île, « l'île de pharaon » fait 400 m².

## Les îles Purpuraires
À la fin du Ier siècle av. J.-C., le roi de Maurétanie, Juba II, décida d'y développer une industrie de teinture à partir d'un coquillage que l'on trouve particulièrement ici, le murex, avec lequel on fabriquait la couleur pourpre, très prisée dans l'empire romain. Au XIe siècle, Mogador (ancien nom d'Essaouira) était le port qui desservait tout le sud du Maroc, mais c'est seulement au XVIIIe siècle que furent construits le port et la ville en face de l'île, avec les premiers remparts. 
La plus grande île fait 30 hectares. Elle abrite une prison désaffectée construite à la fin du XIXe siècle, ainsi qu'une mosquée avec son minaret et quelques fortifications abandonnées.
Il y a quelques années, après avoir obtenu des autorisations administratives, on pouvait visiter ces îles, mais la visite est actuellement interdite. Le site est, en effet, devenu une réserve d'oiseaux (entre autres mouettes et goélands), et un lieu d'accueil pour les faucons d'Éléonore (espèce très rare) qui viennent s'y reproduire entre avril et octobre avant de repartir pour Madagascar.
Les îles jouent également un rôle de protection de la baie contre les puissantes vagues de l'Atlantique.

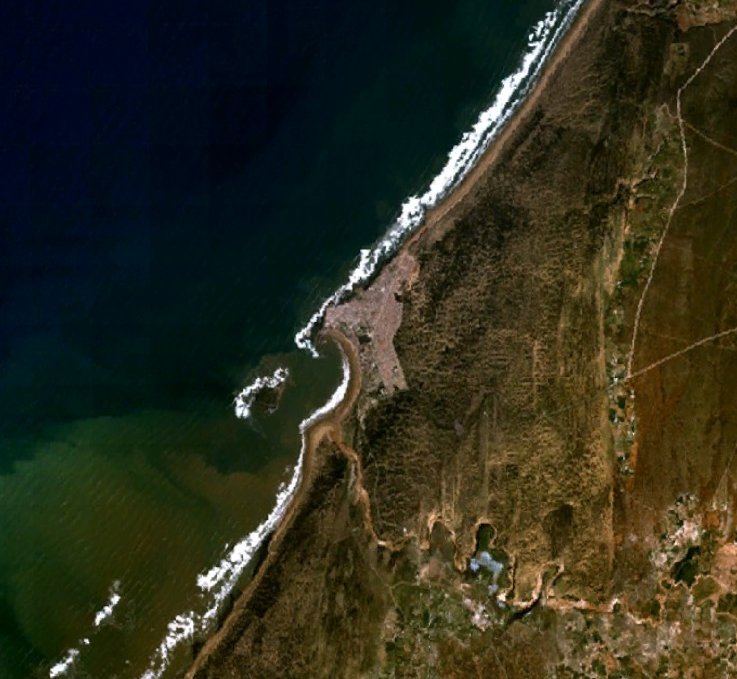
Vue satellite d'Essaouira.
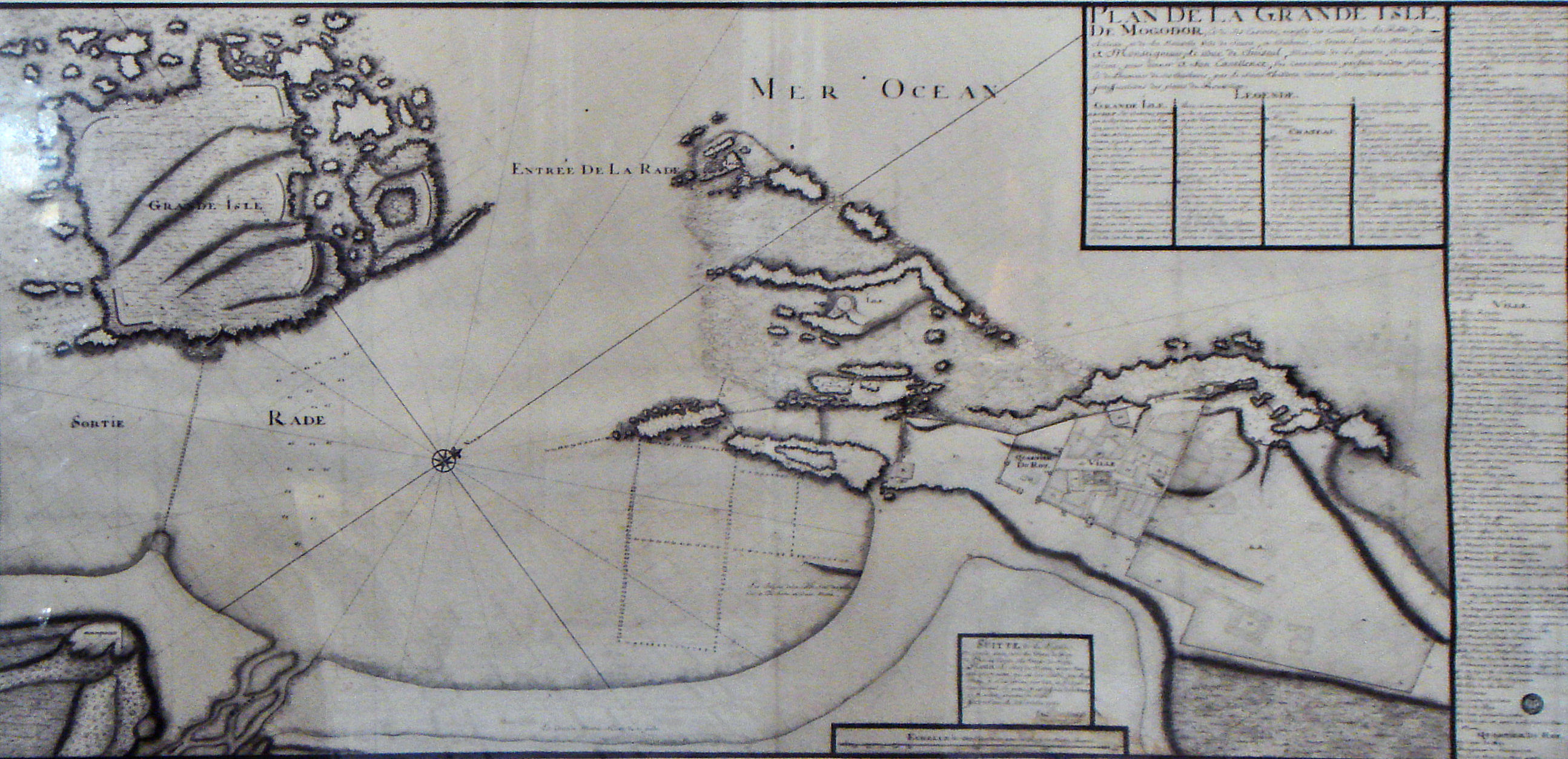
Vue de la rade d'Essaouira par Théodore Cornut, 1767.
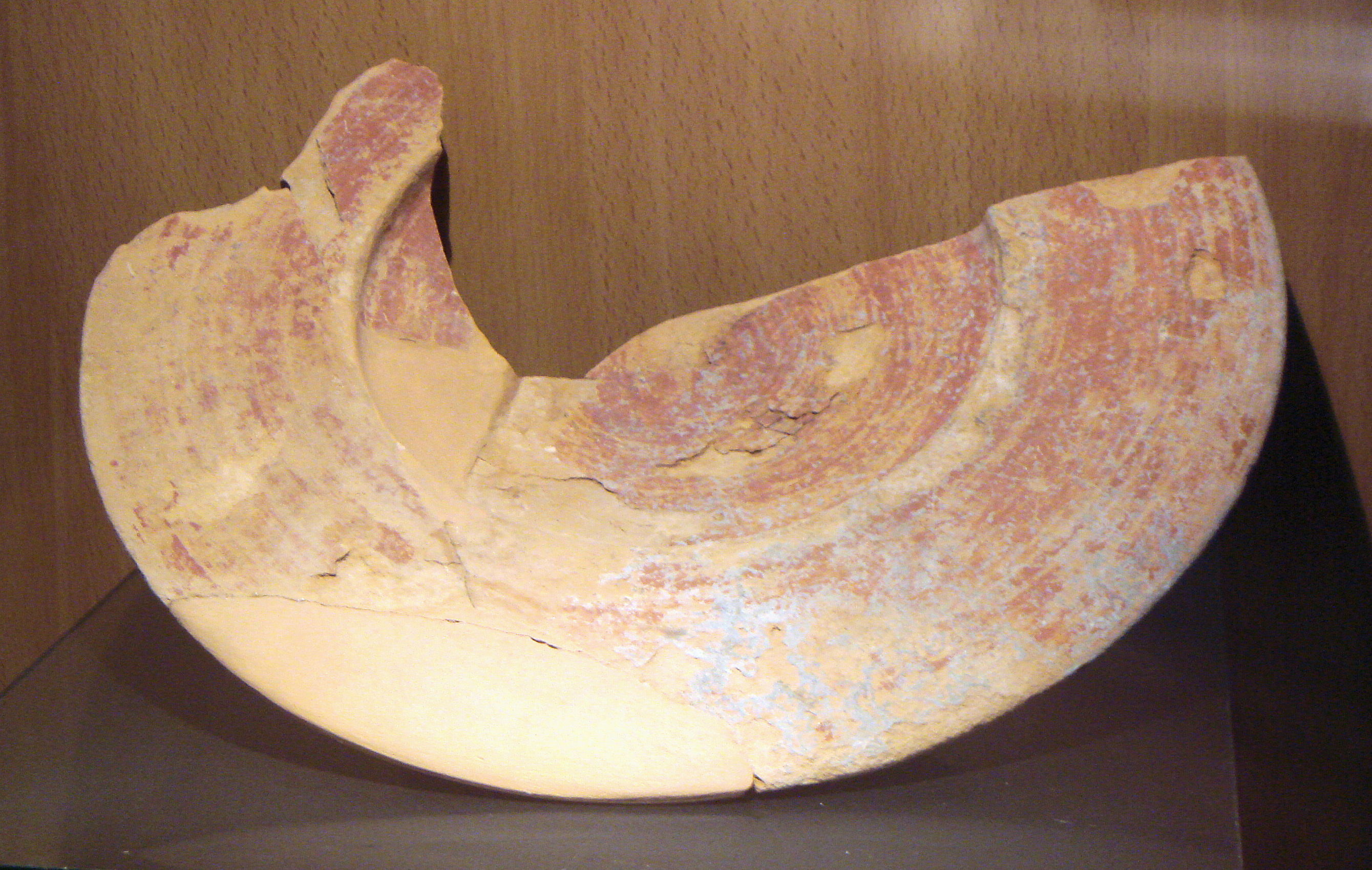
Assiette phénicienne, VIIe siècle av. J.-C., retrouvée sur l'ile de Mogador, Essaouira. Musée Sidi-Mohammed-ben-Abdellah.